# Raleigh (North Carolina)
Raleigh is de hoofdstad van de Amerikaanse staat North Carolina en hoofdplaats van Wake County. De stad is in het begin van de 21e eeuw een van de snelstgroeiende steden van de Verenigde Staten, in 2019 telde de stad 474.069 inwoners, in 2012 waren dit er nog maar 423.179. Raleigh is gekend als de "City of Oaks", de stad van de eiken, waar in het stadscentrum straten zijn omboord door eiken.
De stad is de vestigingsplaats van de North Carolina State University en onderdeel van de Research Triangle, het onderzoeksintensief gebied uitgegroeid tussen Raleigh, Durham en Chapel Hill. De stad huisvest ook meerdere belangwekkende collecties in de talrijke musea waaronder het African American Cultural Complex, het Contemporary Art Museum of Raleigh, het North Carolina Museum of Art, het North Carolina Museum of History en het North Carolina Museum of Natural Sciences.

## Geschiedenis
Raleigh werd in 1788 gekozen als de plek voor de nieuwe hoofdstad van de staat North Carolina en werd in 1792 gesticht als zowel de nieuwe hoofdplaats voor de county als voor de staat. De plaats werd in november 1792 vernoemd naar Walter Raleigh, kolonist van Roanoke Island, dat ook bekendstond als de "Lost Colony". Raleigh is een van de weinige steden in de Verenigde Staten die specifiek gepland en gebouwd werden om als staatshoofdstad te dienen. Hoewel de stad de Amerikaanse Burgeroorlog ongeschonden doorkwam, groeide de stad de eerste eeuw van haar bestaan weinig. Pas in de jaren 1920, door de aanleg van een tramnetwerk, en verdere ontwikkelingen in de jaren 1950 en 1960 groeide de stad flink.

## Demografie
Van de bevolking is 8,2 % ouder dan 65 jaar en bestaat voor 33,1 % uit eenpersoonshuishoudens. De werkloosheid bedraagt 7,3 % (cijfers volkstelling 2010).
Ongeveer 11 % van de bevolking van Raleigh bestaat uit hispanics en latino's, 29,3 % is van Afrikaanse oorsprong en 4,3 % van Aziatische oorsprong.
Het aantal inwoners steeg van 220.425 in 1990 via 276.093 in 2000 tot 423.179 in 2012. Raleigh is daarmee een van de snelst groeiende steden in de VS.

## Klimaat
In januari is de gemiddelde temperatuur 3,8 °C, in juli is dat 25,9 °C. Jaarlijks valt er gemiddeld 1142,2 mm neerslag (gegevens op basis van de meetperiode 1961-1990).

## Sport
Het lokale ijshockeyteam Carolina Hurricanes komt uit in de National Hockey League. De rugbyclub Raleigh Vipers komt uit in de Mid Atlantic Conference.

## Plaatsen in de nabije omgeving
De onderstaande figuur toont nabijgelegen plaatsen in een straal van 20 km rond Raleigh.

## Partnersteden
- Compiègne (Frankrijk), sinds 1989
- Kingston upon Hull (Engeland)
- Kolomna (Rusland)
- Rostock (Duitsland)
- Nairobi (Kenia)

## Bekende inwoners van Raleigh

### Geboren
- Andrew Johnson (1808-1875), president van de Verenigde Staten (1865-1869), gouverneur van Tennessee, senator en kleermaker
- Anna J. Cooper (1858-1964), schrijfster
- Saxie Dowell (1904-1974), jazzsinger, songwriter, orkestleider
- Pee Wee Moore (1928-2009), jazzsaxofonist
- Rufus Harley (1936-2006), jazzmuzikant
- Daniel McFadden (1937), econoom/econometrist en Nobelprijswinnaar (2000)
- Jeff Galloway (1945), atleet
- Randy Jones (1952), zanger
- Scott Hoch (1955), golfprofessional
- Peyton Reed (1964), regisseur
- Rhoda Griffis (1965), actrice
- Michael C. Hall (1971), acteur
- Ron Whittaker (1971), golfprofessional
- Brandi Love (1973), pornoactrice
- Emily Procter (1968), actrice
- Liz Vassey (1972), actrice
- Taylor Roberts (1980), actrice
- Chesson Hadley (1987), golfprofessional
- Evan Rachel Wood (1987), actrice
- Tyler Barnhardt (1993), acteur
- Abigail Forbes (2001), tennisspeelster